# Ophioscion
 Ophioscion  ist eine Gattung aus der Familie der Umberfische (Sciaenidae), die mit zehn Arten in tropischen und subtropischen Gewässern um Amerika herum vorkommt.

## Merkmale
Es handelt sich um längliche Fische mit hohem Rücken und tief sitzendem, kurzem Kopf. Die Schnauze steht über dem kleinen unterständigen Maul vor. Barteln sind nicht vorhanden. Die Zähne im Unterkiefer stehen in Bändern und sind einfach gebaut. Die Schuppen auf Kopf und Rumpf sind rau. Der Rand des Vordeckels ist deutlich gezähnt, weist aber keine deutlich vergrößerten Dornen auf. Die Dornen der Kiemenreuse sind kurz. Der Schwanz ist lang, die Schwanzflosse endet gerade oder zugespitzt, bei Ophioscion vermicularis deutlich S-förmig. Die Afterflosse hat eine kurze Basis und weist zwei Hartstrahlen, von denen der zweite kräftig ausgebildet und lang ist, und sieben oder acht Weichstrahlen auf.

## Arten
Derzeit sind 10 Arten in der Gattung anerkannt:
- Ophioscion adustus (Agassiz, 1831)
- Ophioscion costaricensis Caldwell, 1958
- Ophioscion imiceps (Jordan & Gilbert, 1882)
- Ophioscion panamensis Schultz, 1945
- Ophioscion punctatissimus Meek & Hildebrand, 1925
- Ophioscion scierus (Jordan & Gilbert, 1884)
- Ophioscion simulus Gilbert, 1898
- Ophioscion strabo Gilbert, 1897
- Ophioscion typicus Gill, 1863
- Ophioscion vermicularis (Günther, 1867)